# Demetra
Demetra (in greco antico: Δημήτηρ?, Dēmḕtēr) è una divinità della religione greca, figlia di Crono e Rea, che presiedeva la natura, i raccolti e le messi. Associata all'agricoltura, alle stagioni e alla legge sacra, lei e la figlia Persefone sono inoltre intimamente connesse con la religione misterica, e in particolare con i misteri eleusini.
Nella mitologia romana la sua figura corrisponde a quella di Cerere. 
Plutarco identifica Demetra anche con la dea egizia Iside.

## Genealogia
Secondo Esiodo, Demetra era la secondogenita di Crono e Rea, e come i suoi fratelli fu ingoiata da Crono appena nata, e salvata in seguito da Zeus.
Da Zeus divenne madre di Persefone ed ebbe Pluto da Iasione. Secondo Igino da Iasione ebbe anche Filomelo (definito come gemello di Pluto).
Da Poseidone ebbe il cavallo Arione trasformandosi in Furia o in giumenta. Pausania aggiunge una figlia (Despina).
Infine da Carmanore ebbe Crisotemi ed Eubolo.

### Genealogia (Esiodo)
|                   |                   |                   |                   |                   |                   |      |      |      |      |      |      |  |  |        |        |        |        |          |        |   |   |          |          |          |          |          |          |  |  |           |           |           |           |           |           |  |  |     |     |     |     |     |     |  |  |         |         |         |         |         |         |  |  |       |       |       |       |       |       |
|                   |                   |                   |                   |                   |                   |      |      |      |      |      |      |  |  |        |        |        |        |          |        |   |   | Urano    | Urano    | Urano    | Urano    | Urano    | Urano    |  |  | Gea       | Gea       | Gea       | Gea       | Gea       | Gea       |  |  |     |     |     |     |     |     |  |  |         |         |         |         |         |         |  |  |       |       |       |       |       |       |
|                   |                   |                   |                   |                   |                   |      |      |      |      |      |      |  |  |        |        |        |        |          |        |   |   | Urano    | Urano    | Urano    | Urano    | Urano    | Urano    |  |  | Gea       | Gea       | Gea       | Gea       | Gea       | Gea       |  |  |     |     |     |     |     |     |  |  |         |         |         |         |         |         |  |  |       |       |       |       |       |       |
|                   |                   |                   |                   |                   |                   |      |      |      |      |      |      |  |  |        |        |        |        |          |        |   |   |          |          |          |          |          |          |  |  |           |           |           |           |           |           |  |  |     |     |     |     |     |     |  |  |         |         |         |         |         |         |  |  |       |       |       |       |       |       |
|                   |                   |                   |                   |                   |                   |      |      |      |      |      |      |  |  |        |        |        |        |          |        |   |   |          |          |          |          |          |          |  |  |           |           |           |           |           |           |  |  |     |     |     |     |     |     |  |  |         |         |         |         |         |         |  |  |       |       |       |       |       |       |
| Genitali di Urano | Genitali di Urano | Genitali di Urano | Genitali di Urano | Genitali di Urano | Genitali di Urano |      |      |      |      |      |      |  |  |        |        |        |        |          |        |   |   | Crono    | Crono    | Crono    | Crono    | Crono    | Crono    |  |  | Rea       | Rea       | Rea       | Rea       | Rea       | Rea       |  |  |     |     |     |     |     |     |  |  |         |         |         |         |         |         |  |  |       |       |       |       |       |       |
| Genitali di Urano | Genitali di Urano | Genitali di Urano | Genitali di Urano | Genitali di Urano | Genitali di Urano |      |      |      |      |      |      |  |  |        |        |        |        |          |        |   |   | Crono    | Crono    | Crono    | Crono    | Crono    | Crono    |  |  | Rea       | Rea       | Rea       | Rea       | Rea       | Rea       |  |  |     |     |     |     |     |     |  |  |         |         |         |         |         |         |  |  |       |       |       |       |       |       |
|                   |                   |                   |                   |                   |                   |      |      |      |      |      |      |  |  |        |        |        |        |          |        |   |   |          |          |          |          |          |          |  |  |           |           |           |           |           |           |  |  |     |     |     |     |     |     |  |  |         |         |         |         |         |         |  |  |       |       |       |       |       |       |
|                   |                   |                   |                   |                   |                   |      |      |      |      |      |      |  |  |        |        |        |        |          |        |   |   |          |          |          |          |          |          |  |  |           |           |           |           |           |           |  |  |     |     |     |     |     |     |  |  |         |         |         |         |         |         |  |  |       |       |       |       |       |       |
|                   |                   |                   |                   |                   |                   | Zeus | Zeus | Zeus | Zeus | Zeus | Zeus |  |  |        |        |        |        |          |        |   |   | Era      | Era      | Era      | Era      | Era      | Era      |  |  | Poseidone | Poseidone | Poseidone | Poseidone | Poseidone | Poseidone |  |  | Ade | Ade | Ade | Ade | Ade | Ade |  |  | Demetra | Demetra | Demetra | Demetra | Demetra | Demetra |  |  | Estia | Estia | Estia | Estia | Estia | Estia |
|                   |                   |                   |                   |                   |                   | Zeus | Zeus | Zeus | Zeus | Zeus | Zeus |  |  |        |        |        |        |          |        |   |   | Era      | Era      | Era      | Era      | Era      | Era      |  |  | Poseidone | Poseidone | Poseidone | Poseidone | Poseidone | Poseidone |  |  | Ade | Ade | Ade | Ade | Ade | Ade |  |  | Demetra | Demetra | Demetra | Demetra | Demetra | Demetra |  |  | Estia | Estia | Estia | Estia | Estia | Estia |
|                   |                   |                   |                   |                   |                   |      |      |      |      |      |      |  |  |        |        |        |        |          |        |   |   |          |          |          |          |          |          |  |  |           |           |           |           |           |           |  |  |     |     |     |     |     |     |  |  |         |         |         |         |         |         |  |  |       |       |       |       |       |       |
|                   |                   |                   |                   |                   |                   |      |      |      |      |      |      |  |  |        |        |        |        |          |        |   |   |          |          |          |          |          |          |  |  |           |           |           |           |           |           |  |  |     |     |     |     |     |     |  |  |         |         |         |         |         |         |  |  |       |       |       |       |       |       |
|                   |                   |                   |                   |                   |                   |      |      |      |      |      |      |  |  |        |        |        |        |          |        | a |   |          |          |          |          |          |          |  |  |           |           |           |           |           |           |  |  |     |     |     |     |     |     |  |  |         |         |         |         |         |         |  |  |       |       |       |       |       |       |
|                   |                   |                   |                   |                   |                   |      |      |      |      |      |      |  |  |        |        |        |        |          |        |   |   |          |          | b        |          |          |          |  |  |           |           |           |           |           |           |  |  |     |     |     |     |     |     |  |  |         |         |         |         |         |         |  |  |       |       |       |       |       |       |
|                   |                   |                   |                   |                   |                   |      |      |      |      |      |      |  |  |        |        |        |        |          |        |   |   |          |          |          |          |          |          |  |  |           |           |           |           |           |           |  |  |     |     |     |     |     |     |  |  |         |         |         |         |         |         |  |  |       |       |       |       |       |       |
|                   |                   |                   |                   |                   |                   |      |      |      |      |      |      |  |  | Ares   | Ares   | Ares   | Ares   | Ares     | Ares   |   |   | Efesto   | Efesto   | Efesto   | Efesto   | Efesto   | Efesto   |  |  |           |           |           |           |           |           |  |  |     |     |     |     |     |     |  |  |         |         |         |         |         |         |  |  |       |       |       |       |       |       |
|                   |                   |                   |                   |                   |                   |      |      |      |      |      |      |  |  | Ares   | Ares   | Ares   | Ares   | Ares     | Ares   |   |   | Efesto   | Efesto   | Efesto   | Efesto   | Efesto   | Efesto   |  |  | Meti      |           |           |           |           |           |  |  |     |     |     |     |     |     |  |  |         |         |         |         |         |         |  |  |       |       |       |       |       |       |
|                   |                   |                   |                   |                   |                   |      |      |      |      |      |      |  |  |        |        |        |        |          |        |   |   |          |          |          |          |          |          |  |  |           |           |           |           |           |           |  |  |     |     |     |     |     |     |  |  |         |         |         |         |         |         |  |  |       |       |       |       |       |       |
|                   |                   |                   |                   |                   |                   |      |      |      |      |      |      |  |  |        |        |        |        | Atena    |        |   |   |          |          |          |          |          |          |  |  |           |           |           |           |           |           |  |  |     |     |     |     |     |     |  |  |         |         |         |         |         |         |  |  |       |       |       |       |       |       |
|                   |                   |                   |                   |                   |                   |      |      |      |      |      |      |  |  |        |        |        |        |          |        |   |   |          |          |          |          |          |          |  |  | Latona    |           |           |           |           |           |  |  |     |     |     |     |     |     |  |  |         |         |         |         |         |         |  |  |       |       |       |       |       |       |
|                   |                   |                   |                   |                   |                   |      |      |      |      |      |      |  |  |        |        |        |        |          |        |   |   |          |          |          |          |          |          |  |  |           |           |           |           |           |           |  |  |     |     |     |     |     |     |  |  |         |         |         |         |         |         |  |  |       |       |       |       |       |       |
|                   |                   |                   |                   |                   |                   |      |      |      |      |      |      |  |  |        |        |        |        |          |        |   |   |          |          |          |          |          |          |  |  |           |           |           |           |           |           |  |  |     |     |     |     |     |     |  |  |         |         |         |         |         |         |  |  |       |       |       |       |       |       |
|                   |                   |                   |                   |                   |                   |      |      |      |      |      |      |  |  |        |        |        |        |          |        |   |   |          |          |          |          |          |          |  |  |           |           |           |           |           |           |  |  |     |     |     |     |     |     |  |  |         |         |         |         |         |         |  |  |       |       |       |       |       |       |
|                   |                   |                   |                   |                   |                   |      |      |      |      |      |      |  |  | Apollo | Apollo | Apollo | Apollo | Apollo   | Apollo |   |   | Artemide | Artemide | Artemide | Artemide | Artemide | Artemide |  |  |           |           |           |           |           |           |  |  |     |     |     |     |     |     |  |  |         |         |         |         |         |         |  |  |       |       |       |       |       |       |
|                   |                   |                   |                   |                   |                   |      |      |      |      |      |      |  |  | Apollo | Apollo | Apollo | Apollo | Apollo   | Apollo |   |   | Artemide | Artemide | Artemide | Artemide | Artemide | Artemide |  |  | Maia      |           |           |           |           |           |  |  |     |     |     |     |     |     |  |  |         |         |         |         |         |         |  |  |       |       |       |       |       |       |
|                   |                   |                   |                   |                   |                   |      |      |      |      |      |      |  |  |        |        |        |        |          |        |   |   |          |          |          |          |          |          |  |  |           |           |           |           |           |           |  |  |     |     |     |     |     |     |  |  |         |         |         |         |         |         |  |  |       |       |       |       |       |       |
|                   |                   |                   |                   |                   |                   |      |      |      |      |      |      |  |  |        |        |        |        | Ermes    |        |   |   |          |          |          |          |          |          |  |  |           |           |           |           |           |           |  |  |     |     |     |     |     |     |  |  |         |         |         |         |         |         |  |  |       |       |       |       |       |       |
|                   |                   |                   |                   |                   |                   |      |      |      |      |      |      |  |  |        |        |        |        |          |        |   |   |          |          |          |          |          |          |  |  | Semele    |           |           |           |           |           |  |  |     |     |     |     |     |     |  |  |         |         |         |         |         |         |  |  |       |       |       |       |       |       |
|                   |                   |                   |                   |                   |                   |      |      |      |      |      |      |  |  |        |        |        |        |          |        |   |   |          |          |          |          |          |          |  |  |           |           |           |           |           |           |  |  |     |     |     |     |     |     |  |  |         |         |         |         |         |         |  |  |       |       |       |       |       |       |
|                   |                   |                   |                   |                   |                   |      |      |      |      |      |      |  |  |        |        |        |        | Dioniso  |        |   |   |          |          |          |          |          |          |  |  |           |           |           |           |           |           |  |  |     |     |     |     |     |     |  |  |         |         |         |         |         |         |  |  |       |       |       |       |       |       |
|                   |                   |                   |                   |                   |                   |      |      |      |      |      |      |  |  |        |        |        |        |          |        |   |   |          |          |          |          |          |          |  |  | Dione     |           |           |           |           |           |  |  |     |     |     |     |     |     |  |  |         |         |         |         |         |         |  |  |       |       |       |       |       |       |
|                   |                   |                   |                   |                   |                   |      |      |      |      |      |      |  |  |        |        |        |        |          |        |   |   |          |          |          |          |          |          |  |  |           |           |           |           |           |           |  |  |     |     |     |     |     |     |  |  |         |         |         |         |         |         |  |  |       |       |       |       |       |       |
| a                 | a                 | a                 | a                 | a                 | a                 |      |      |      |      |      |      |  |  |        |        |        |        |          |        | b | b | b        | b        | b        | b        |          |          |  |  |           |           |           |           |           |           |  |  |     |     |     |     |     |     |  |  |         |         |         |         |         |         |  |  |       |       |       |       |       |       |
| a                 | a                 | a                 | a                 | a                 | a                 |      |      |      |      |      |      |  |  |        |        |        |        |          |        | b | b | b        | b        | b        | b        |          |          |  |  |           |           |           |           |           |           |  |  |     |     |     |     |     |     |  |  |         |         |         |         |         |         |  |  |       |       |       |       |       |       |
|                   |                   |                   |                   |                   |                   |      |      |      |      |      |      |  |  |        |        |        |        |          |        |   |   |          |          |          |          |          |          |  |  |           |           |           |           |           |           |  |  |     |     |     |     |     |     |  |  |         |         |         |         |         |         |  |  |       |       |       |       |       |       |
|                   |                   |                   |                   |                   |                   |      |      |      |      |      |      |  |  |        |        |        |        | Afrodite |        |   |   |          |          |          |          |          |          |  |  |           |           |           |           |           |           |  |  |     |     |     |     |     |     |  |  |         |         |         |         |         |         |  |  |       |       |       |       |       |       |

## Il culto e i titoli di Demetra
Demetra viene spesso confusa con Gaia, Rea o Cibele. L'epiteto con cui la dea viene più frequentemente chiamata rivela l'ampiezza e la portata delle sue funzioni nella vita greca del tempo: lei e Kore ("la fanciulla") erano solitamente invocate come "le due dee" ("τώ θεώ"), e questa definizione appare già nelle iscrizioni in scrittura Lineare B di epoca micenea trovati a Pilo. È assolutamente plausibile che vi sia una connessione con i culti dedicati alle due dee nella civiltà minoica di Creta.
Secondo il retore ateniese Isocrate, i più grandi doni di Demetra all'umanità furono i cereali (il cui nome deriva dal nome latino di Demetra, "Cerere"), che hanno reso l'uomo diverso dagli animali selvatici e i Misteri, che gli hanno consentito di coltivare speranze più elevate per la vita terrena e per ciò che dopo la vita verrà.
A seconda dei vari contesti, Demetra era invocata con diversi epiteti:
- Potnia - "Padrona" (nell'Inno Omerico a lei dedicato).
- Chloe - "Il verde germoglio" (in Pausania 1.22.3 per i suoi attributi di fertilità ed eterna giovinezza).
- Anesidora - "Colei che spinge in su i doni" (Pausania 1.22.3).
- Malophoros - "Colei che dà mele" o "Colei che dà greggi" (Pausania 1.44.3).
- Kidaria - (Pausania 8.13.3).
- Chtonia - "Che si trova nel suolo" (Pausania 3.14.5).
- Erinys - "Implacabile" (Pausania 8.25.50).
- Lusia - "Che prende il bagno" (Pausania 8.25.8).
- Thermasia - "Calorosa" (Pausania 2.34.6).
- Kabeiraia - nome di origine pre-greca di significato incerto.
- Melaina - "la Nera", a lutto o furiosa per la scomparsa della Figlia.
- Thesmophoros - "Fornitrice di consuetudini" o anche "legislatrice", titolo che la lega all'antica dea Temide. Questo titolo era usato in connessione con la Tesmoforie, una cerimonia segreta riservata alle donne che si svolgeva ad Atene, e connessa con le tradizioni matrimoniali.

Negli scritti di Teocrito si trovano tracce di quello che fu il ruolo di Demetra nei culti arcaici:
- "Per i Greci Demetra era ancora la dea dei papaveri";
- "Nelle mani reggeva fasci di grano e papaveri".[19]

Una statuetta d'argilla trovata a Gazi sull'isola di Creta, rappresenta la dea del papavero adorata nella cultura minoica mentre porta i baccelli della pianta, fonte di nutrimento e di oblio, incastonati in un diadema. Appare dunque probabile che la grande dea madre, dalla quale derivano i nomi di Rea e Demetra, abbia portato con sé da Creta nei Misteri Eleusini insieme al suo culto anche l'uso del papavero, ed è certo che nell'ambito dei riti celebrati a Creta, si facesse uso di oppio preparato con questo fiore.
Quando a Demetra fu attribuita una genealogia per inserirla nel Pantheon classico greco, diventò figlia di Crono e Rea, sorella maggiore di Zeus. Le sue sacerdotesse erano chiamate Melisse.
A Pellené in Arcadia si tenevano una serie di cerimonie in onore di Demetra di Misia che duravano sette giorni. Pausania visitò il santuario di Demetra di Misia, che si trovava sulla strada che andava da Micene ad Argo, ma la sola notizia che fu in grado di trovare per spiegare questa arcaica denominazione è la leggenda di un tale Misio, antico fedele di Demetra.
I luoghi principali in cui il culto di Demetra era praticato si trovavano sparsi indifferentemente per tutto il mondo greco: templi sorgevano ad Eleusi, Ermione a Creta, Megara, Lerna, Egila, Munichia, Corinto, Delo, Piene, Agrigento, Iasos, Pergamo, Selinunte, Tegea, Torico, Dion, Katane, Licosura, Mesembria, Enna, Samotracia, Zancle (odierna Messina), Locri e Siracusa.
Demetra donò al genere umano la conoscenza delle tecniche agricole: la semina, l'aratura, la mietitura e le altre correlate. Era particolarmente venerata dagli abitanti delle zone rurali, in parte perché beneficavano direttamente della sua assistenza, in parte perché nelle campagne c'è una maggiore tendenza a mantenere in vita le antiche tradizioni, e Demetra aveva un ruolo centrale nella religiosità Greca delle epoche pre-classiche. Esclusivamente in relazione al suo culto sono state trovate offerte votive, come porcellini di creta, realizzati già nel Neolitico.
In epoca romana, quando si verificava un lutto in famiglia, c'era l'usanza di sacrificare una scrofa a Demetra per purificare la casa.

## Mitologia
Demetra, "Madre terra" e dea della maternità (probabilmente dal nome indoeuropeo della Madre terra *dheghom mather), sorella di Zeus, nella mitologia greca è la dea del grano e dell'agricoltura, costante nutrice della gioventù e della terra verde, artefice del ciclo delle stagioni, della vita e della morte, protettrice del raccolto e delle leggi sacre.
Negli Inni omerici viene invocata come la "portatrice di stagioni", un tenue indizio di come ella fosse adorata già da molto tempo prima che si affermasse il culto degli Olimpi, dato che l'inno omerico a Demetra è stato datato a circa il VII secolo a.C. Le figure di Demetra e di sua figlia Persefone erano centrali nelle celebrazioni dei Misteri eleusini, anch'essi riti di epoca arcaica e antecedente al culto dei dodici dèi dell'Olimpo.

### Demetra e Poseidone

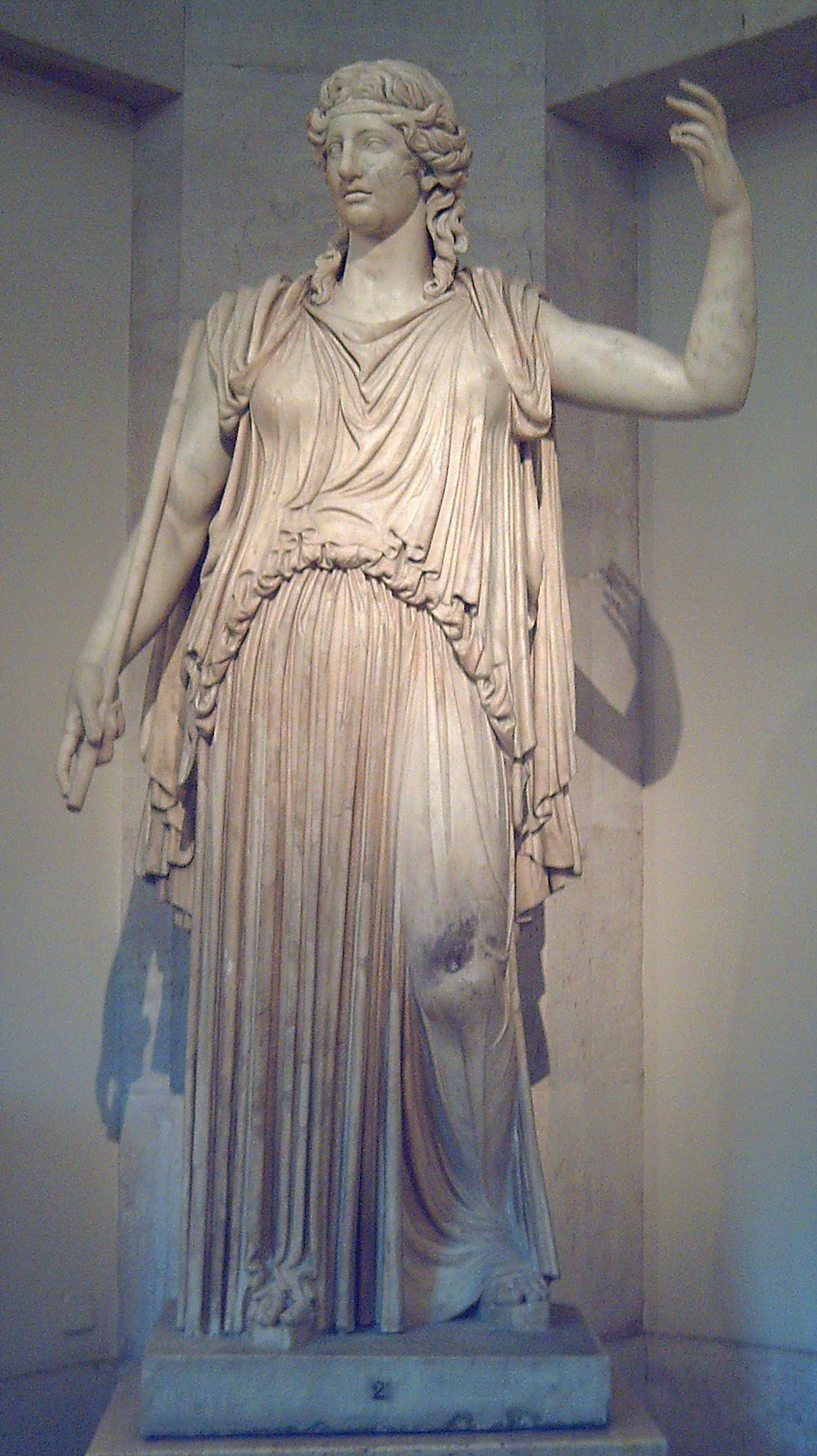
Statua di Demetra (copia romana di originale greco).

I nomi di Demetra e Poseidone appaiono collegati tra loro nelle prime iscrizioni in scrittura Lineare B trovate nelle rovine di Pilo d'età micenea. Vi si trovano le scritte PO-SE-DA-WO-NE e DA-MA-TE inserite in un contesto di richieste di grazia agli dei.
La sillaba DA, presente in entrambi i nomi sembrerebbe derivare da una radice indo-europea associata al concetto di distribuzione di terre e privilegi (per la radice comune vedi anche il verbo latino "dare"). Secondo altri studiosi di etimologia invece la radice DA sembra una forma dialettale della parola γῆ "terra".
Poseidone (il cui nome significa "il consorte di colei che distribuisce") una volta inseguì Demetra che aveva assunto l'antico aspetto di dea-cavallo. Demetra tentò di resistere alla sua aggressione, ma neppure confondendosi tra la mandria di cavalli del re Onkios riuscì a nascondere la propria natura divina; Poseidone si trasformò così anch'egli in uno stallone e si accoppiò con lei. Demetra fu letteralmente furibonda ("Demetra Erinni") per lo stupro subito, ma lavò via la propria ira nel fiume Ladona ("Demetra Lousia"). Dall'unione nacquero una figlia, il cui nome non poteva essere rivelato al di fuori dei Misteri Eleusini, ed un cavallo dalla criniera nera chiamato Arione. Anche in epoche storiche, in Arcadia Demetra era adorata come una dea dalla testa di cavallo:

Sempre il geografo Pausania scrive: 
(Pausania, Descrizione della Grecia, 8.42.1ff.)

### Demetra e Persefone

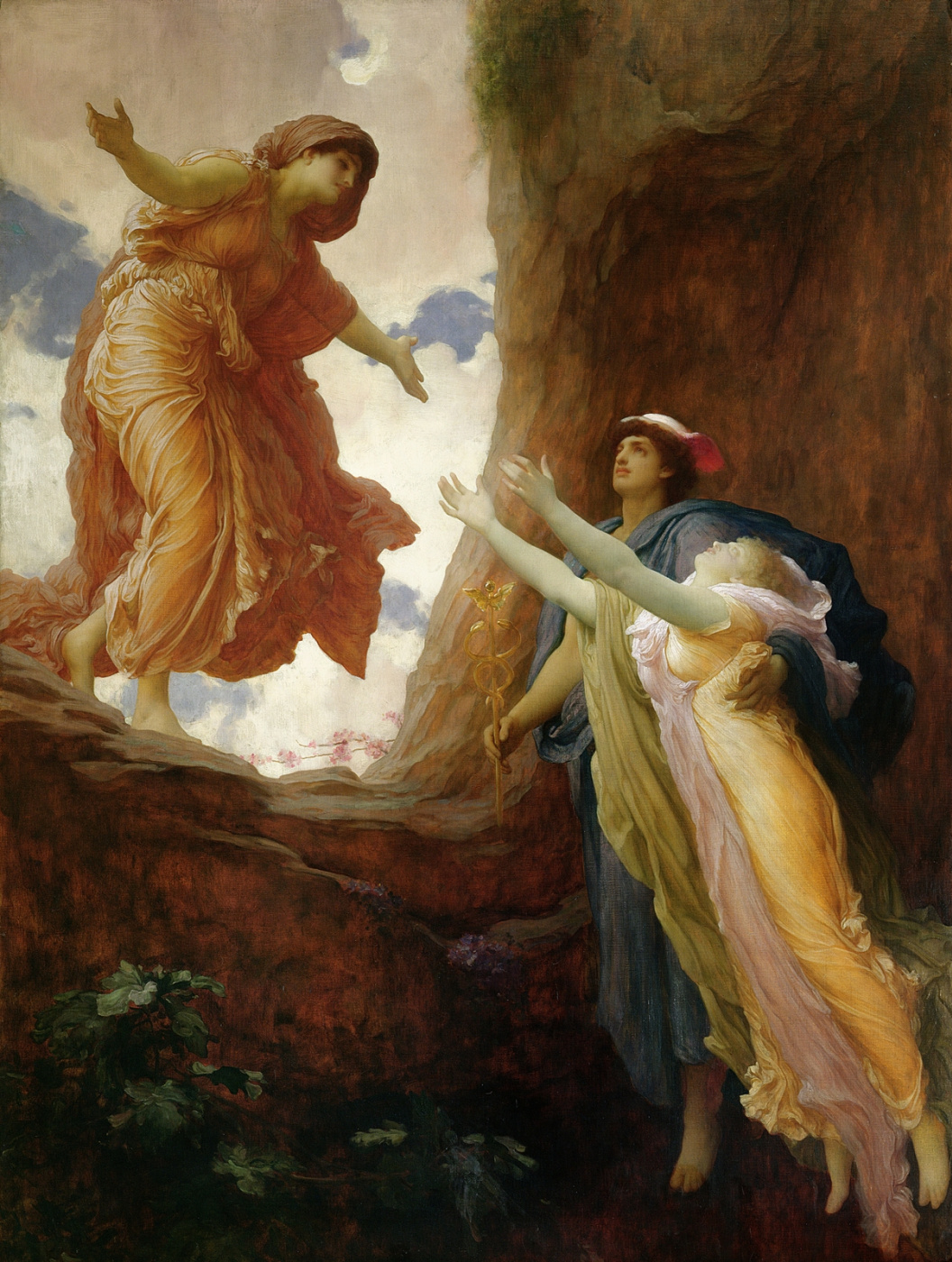
Il ritorno di Persefone - Frederic Leighton - 1891.

Il più importante mito legato a Demetra, che costituisce anche il cuore dei riti dei Misteri Eleusini, è la sua relazione con Persefone, sua figlia nonché incarnazione della dea stessa da giovane. Nel pantheon classico greco, Persefone ricoprì il ruolo di moglie di Ade, il dio degli inferi. Diventò la dea del mondo sotterraneo quando, mentre stava giocando sulle sponde del Lago di Pergusa, in Sicilia, con alcune ninfe (secondo un'altra versione con Leucippe) che poi Demetra punì per non essersi opposte a ciò che accadeva trasformandole in sirene, Ade la rapì dalla terra e la portò con sé nel suo regno. La vita sulla terra si fermò e la disperata dea della terra Demetra cominciò ad andare in cerca della figlia perduta, riposandosi soltanto quando si sedette brevemente sulla pietra Agelasta. Secondo il mito, durante la sua ricerca Demetra ha viaggiato per lunghe distanze e ha avuto molte piccole avventure lungo la strada. In uno dei luoghi insegnò i segreti dell'agricoltura a Trittolemo.
Alla fine Zeus, pressato dalle grida degli affamati e dalle altre divinità che avevano anche ascoltato la loro angoscia, costrinse Ade a riportare Persefone. Tuttavia, era una regola del Fato che chiunque avesse consumato cibo o bevande negli Inferi fosse condannato a trascorrere lì l'eternità. Prima che Persefone venisse rilasciata a Hermes, che era stato mandato a recuperarla, Ade l'aveva ingannata invitandola a mangiare dei semi di melagrana (sei o quattro secondo il racconto) che la costrinsero a tornare negli inferi per alcuni mesi all'anno. Così fu costretta a rimanere nell'Ade per sei o quattro mesi (un mese per seme) vivendo sulla terra con sua madre per il resto dell'anno. Da quando Demetra e Persefone furono di nuovo insieme, la terra rifiorì e le piante crebbero rigogliose ma per sei mesi all'anno, quando Persefone è costretta a tornare nel mondo delle ombre, la terra ridiventa spoglia e infeconda. Questi sei mesi sono chiaramente quelli invernali, durante i quali in Grecia la maggior parte della vegetazione ingiallisce e muore.
Vi sono comunque altre versioni della leggenda. Secondo una di queste è Ecate a salvare Persefone. Una delle più diffuse dice che Persefone non fu indotta a mangiare i sei semi con l'inganno, ma lo fece volontariamente perché si era affezionata ad Ade.

### La permanenza di Demetra a Eleusi

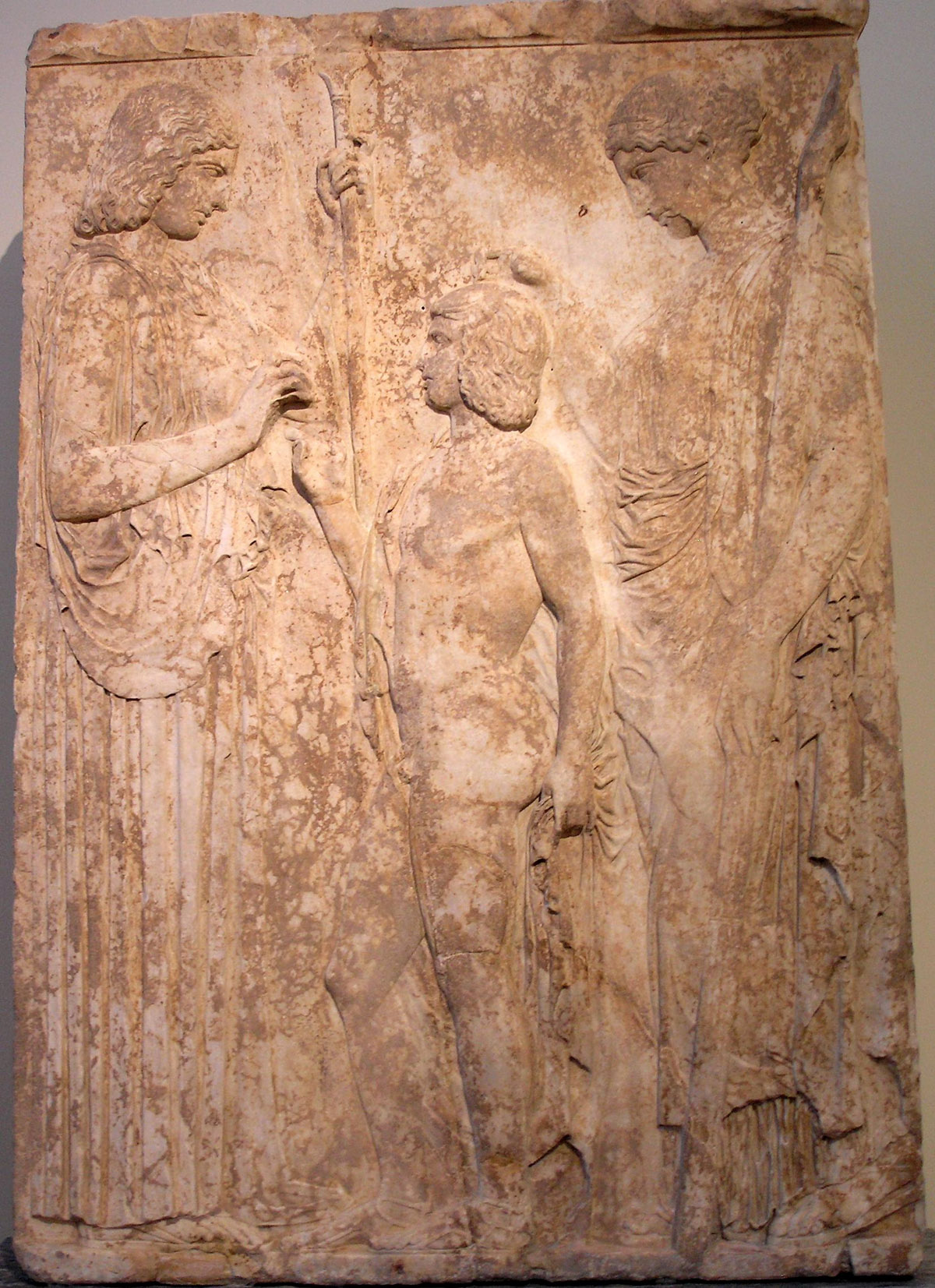
La triade dei Misteri Eleusini: Persefone, Trittolemo e Demetra. Bassorilievo marmoreo (440-430 a.C.), trovato a Eleusi (oggi situato ad Atene, presso il Museo Archeologico Nazionale).

Helios, vedendo che Demetra, disperata, per nove giorni, cercava Persefone senza nutrirsi (di ambrosia, ἀμβροσία), decise di raccontarle l'accaduto: Zeus, il re degli dèi, aveva concesso Persefone in sposa al fratello Ade. Ancora più addolorata, e ora anche furente nei confronti di Zeus, Demetra rifiutò quindi di tornare sull'Olimpo e, trasformatasi in una vecchia, si recò a Eleusi nell'Attica sedendosi vicino al Pozzo delle Vergini. Le figlie del re di Eleusi, Celeo, recatesi al pozzo, la interrogarono su chi fosse e da dove venisse. Demetra, che aveva assunto le sembianze di una vecchia di nome Doso, raccontò loro di essere sfuggita ai pirati che l'avevano rapita nei pressi di Creta. Mosse a compassione, le figlie di Celeo la invitarono a palazzo per fungere da nutrice a Demofoonte e Trittolemo, figli della regina Metanira, sposa di Celeo. Nel palazzo del re di Eleusi, Demetra si sedette in disparte su uno sgabello, restando per molto tempo silenziosa e con il volto velato, fino a che la serva Iambe riuscì a farla sorridere con i suoi scherzi. Metanira offrì quindi del vino a Demetra, ma rifiutò chiedendo invece del "ciceone", una bevanda composta da orzo tritato, acqua e foglie di menta.
Demetra non allattò il figlio più piccolo, Demofoonte, ma segretamente lo massaggiava con l'ambrosia, immergendolo di notte nel fuoco stringendolo tra le braccia e soffiando dolcemente su di lui per renderlo immortale bruciando nottetempo il suo spirito mortale sul focolare di casa. Questa operazione trasformava lentamente il figlio di Celeo in un immortale eternamente giovane. Ma la madre Metanira vide Demetra mentre immergeva Demofoonte nel fuoco e si spaventò. Ella cessò l'opera di trasformazione dell'infante e, irritata, manifestandosi come dea a Metanira, accusò l'umanità di essere stolta e di non capire i rituali degli dei.
Invece di rendere Demofoonte immortale, Demetra decise allora di insegnare a Trittolemo l'arte dell'agricoltura, così il resto della Grecia imparò da lui a piantare e mietere i raccolti. Sotto la protezione di Demetra e Persefone volò per tutta la regione su di un carro alato per compiere la sua missione di insegnare ciò che aveva appreso a tutta la Grecia. Tempo dopo Trittolemo insegnò l'agricoltura anche a Linco, re della Scizia, ma costui rifiutò di insegnarla a sua volta ai suoi sudditi e tentò di uccidere Trittolemo: Demetra per punirlo lo trasformò allora in una lince.
Alcuni studiosi pensano che la leggenda di Demofoonte derivi da racconti popolari ancora più antichi.
Nelle Metamorfosi di Ovidio viene narrato l'incontro della dea con Abante, trasformato da Demetra in una lucertola.

### Erisittone e Iasione
Amata in quanto apportatrice di messi, Demetra era anche ovviamente temuta, in quanto capace, all'inverso, di provocare carestie, come ricorda il mito di Erisittone che, avendola offesa tagliando degli alberi da un frutteto sacro, ne venne punito con una fame insaziabile.
Demetra viene solitamente raffigurata mentre si trova su un carro, e spesso associata ai prodotti della terra, come fiori, frutta e spighe di grano. A volte viene ritratta insieme a Persefone.
Raramente è stata ritratta con un consorte o un compagno: l'eccezione è rappresentata da Iasione, il giovane cretese che giacque con Demetra in un campo arato tre volte e fu in seguito, secondo la mitologia classica, ucciso con un fulmine da un geloso Zeus. La versione cretese del mito dice però che questo gesto fu invece compiuto da Demetra stessa, intesa nell'incarnazione più antica della dea. Con Iasione ebbe Pluto, il dio della ricchezza.

## Nella cultura moderna
Nella moderna religione wicca, corrente del neopaganesimo, Demetra rappresenta un aspetto della divinità femminile, la Dea. Simboleggia gli aspetti della madre: l'amore disinteressato, la generosità, l'abbondanza, il nutrimento e la fonte della vita.